# Poule B de la Coupe du monde de rugby à XV 1999
Cet article présente les résultats et des détails sur les matches de la poule B de la Coupe du monde de rugby à XV 1999.

## Classement
| Rang | Nation           | J | V | N | D | Pm  | Pe  | Diff | Pts |
| ---- | ---------------- | - | - | - | - | --- | --- | ---- | --- |
| 1    | Nouvelle-Zélande | 3 | 3 | 0 | 0 | 176 | 28  | +148 | 9   |
| 2    | Angleterre       | 3 | 2 | 0 | 1 | 184 | 47  | +137 | 7   |
| 3    | Tonga            | 3 | 1 | 0 | 2 | 47  | 171 | -124 | 5   |
| 4    | Italie           | 3 | 0 | 0 | 3 | 35  | 196 | -161 | 3   |

|  | Qualifiée pour les quarts de finale |
|  | Qualifiée pour les barrages         |

Attribution des points : victoire : 3, match nul : 2, défaite : 1.
Règles de classement : ?

## Les matches
| 2 octobre 1999 16:00 UTC | Angleterre | 67 – 7 (32–7) | Italie | Stade de Twickenham, Londres 73 470 spectateurs Arbitre : André Watson |
| 2 octobre 1999 16:00 UTC | Essai(s) : Dawson (10e) Hill (37e) de Glanville (40e) Perry (50e) Wilkinson (53e) Luger (73e) Back (77e) Corry (84e) Transformation(s) : Wilkinson 6 (40e, 50e, 53e, 73e, 77e, 84e) Pénalité(s) : Wilkinson 5 (9e, 16e, 20e, 25e, 32e) |               | Essai(s) : Domínguez (22e) Transformation(s) : Domínguez Carton(s) jaune(s) : Giovanelli (59e) Moscardi (71e) Martin (85e) | Stade de Twickenham, Londres 73 470 spectateurs Arbitre : André Watson |
| 2 octobre 1999 16:00 UTC | |               | | Stade de Twickenham, Londres 73 470 spectateurs Arbitre : André Watson |

| 3 octobre 1999 15:00 UTC | Nouvelle-Zélande | 45 – 9 (16–9) | Tonga                                                                                     | Ashton Gate Stadium, Bristol 22 000 spectateurs Arbitre : Derek Bevan |
| 3 octobre 1999 15:00 UTC | Essai(s) : Lomu 2 (7e, 60e) Kronfeld (63e) Maxwell (67e) Kelleher (71e) Transformation(s) : Mehrtens 4 (8e, 61e, 64e, 72e) Pénalité(s) : Mehrtens 4 (16e, 36e, 40e, 44e) |               | Pénalité(s) : Taumalolo (22e, 29e, 39e) Carton(s) jaune(s) : Taumalolo (4e), Fatani (54e) | Ashton Gate Stadium, Bristol 22 000 spectateurs Arbitre : Derek Bevan |
| 3 octobre 1999 15:00 UTC | |               |                                                                                           | Ashton Gate Stadium, Bristol 22 000 spectateurs Arbitre : Derek Bevan |

| 9 octobre 1999 16:30 UTC | Angleterre                                                                                            | 16 - 30 (6-13) | Nouvelle-Zélande | Stade de Twickenham, Londres 73 500 spectateurs Arbitre : Peter Marshall |
| 9 octobre 1999 16:30 UTC | Essai(s) : de Glanville (49e) Transformation(s) : Wilkinson Pénalité(s) : Wilkinson 3 (28e, 39e, 54e) |                | Essai(s) : Wilson (18e) Lomu (58e) Kelleher 70e Transformation(s) : Mehrtens 3 Pénalité(s) : Mehrtens 3 (11e, 36e, 42e) | Stade de Twickenham, Londres 73 500 spectateurs Arbitre : Peter Marshall |
| 9 octobre 1999 16:30 UTC | |                | | Stade de Twickenham, Londres 73 500 spectateurs Arbitre : Peter Marshall |

| 10 octobre 1999 19:00 UTC | Italie | 25 - 28 (12-18) | Tonga | Welford Road Stadium, Leicester 10 200 spectateurs Arbitre : David McHugh |
| 10 octobre 1999 19:00 UTC | Essai(s) : Moscardi (52e) Transformation(s) : Domínguez Pénalité(s) : Domínguez 6 (3e, 17e, 36e, 40e, 47e, 84e) |                 | Essai(s) : Taufahema (26e), Tuipulotu (30e), Fatani (79e) Transformation(s) : Tuipulotu 2 (27e, 80e) Pénalité(s) : Tuipulotu 2 (38e, 40e) Drop(s) : Tuipulotu (86e) | Welford Road Stadium, Leicester 10 200 spectateurs Arbitre : David McHugh |
| 10 octobre 1999 19:00 UTC | |                 | | Welford Road Stadium, Leicester 10 200 spectateurs Arbitre : David McHugh |

| 14 octobre 1999 13:00 UTC | Nouvelle-Zélande | 101 - 3 (51-3) | Italie                        | McAlpine Stadium, Huddersfield 22 032 spectateurs Arbitre : Jim Fleming |
| 14 octobre 1999 13:00 UTC | Essai(s) : Wilson 3 (7e, 35e, 51e) T.Brown (22e) Mika (30e) Lomu 2 (34e, 58e) Osborne 2 (38e, 80e) Randell (55e) Gibson (69e) Robertson (73e) Cullen (75e) Hammett (78e) Transformation(s) : Brown 11 (8e, 23e, 31e, 35e, 36e, 39e, 52e, 58e, 74e, 76e, 81e) Pénalité(s) : T.Brown 3 (5e, 16e, 40e) |                | Pénalité(s) : Domínguez (10e) | McAlpine Stadium, Huddersfield 22 032 spectateurs Arbitre : Jim Fleming |
| 14 octobre 1999 13:00 UTC | |                |                               | McAlpine Stadium, Huddersfield 22 032 spectateurs Arbitre : Jim Fleming |

| 14 octobre 1999 13:00 UTC | Angleterre | 101 - 10 (38 - 10) | Tonga                                                                                     | Stade de Twickenham, Londres 72 485 spectateurs Arbitre : Wayne Erickson |
| 14 octobre 1999 13:00 UTC | Essai(s) : Dawson (12e) Greening 2 (27e, 72e) Luger 2 (35e, 75e) Perry (40e) Greenwood 2 (43e, 46e) Healey 2 (49e, 67e) R.Hill (52e) Guscott 2 (64e, 84e) Transformation(s) : Grayson 12 (29e, 36e, 40e, 46e, 48e, 51e, 54e, 65e, 69e, 75e, 78e, 85e) Pénalité(s) : Grayson 4 (4e, 10e, 19e, 22e) |                    | Essai(s) : Tiueti (16e) Transformation(s) : Tuipulotu (17e) Pénalité(s) : Tuipulotu (26e) | Stade de Twickenham, Londres 72 485 spectateurs Arbitre : Wayne Erickson |
| 14 octobre 1999 13:00 UTC | |                    |                                                                                           | Stade de Twickenham, Londres 72 485 spectateurs Arbitre : Wayne Erickson |